# Orchestra Radiofonica Norvegese

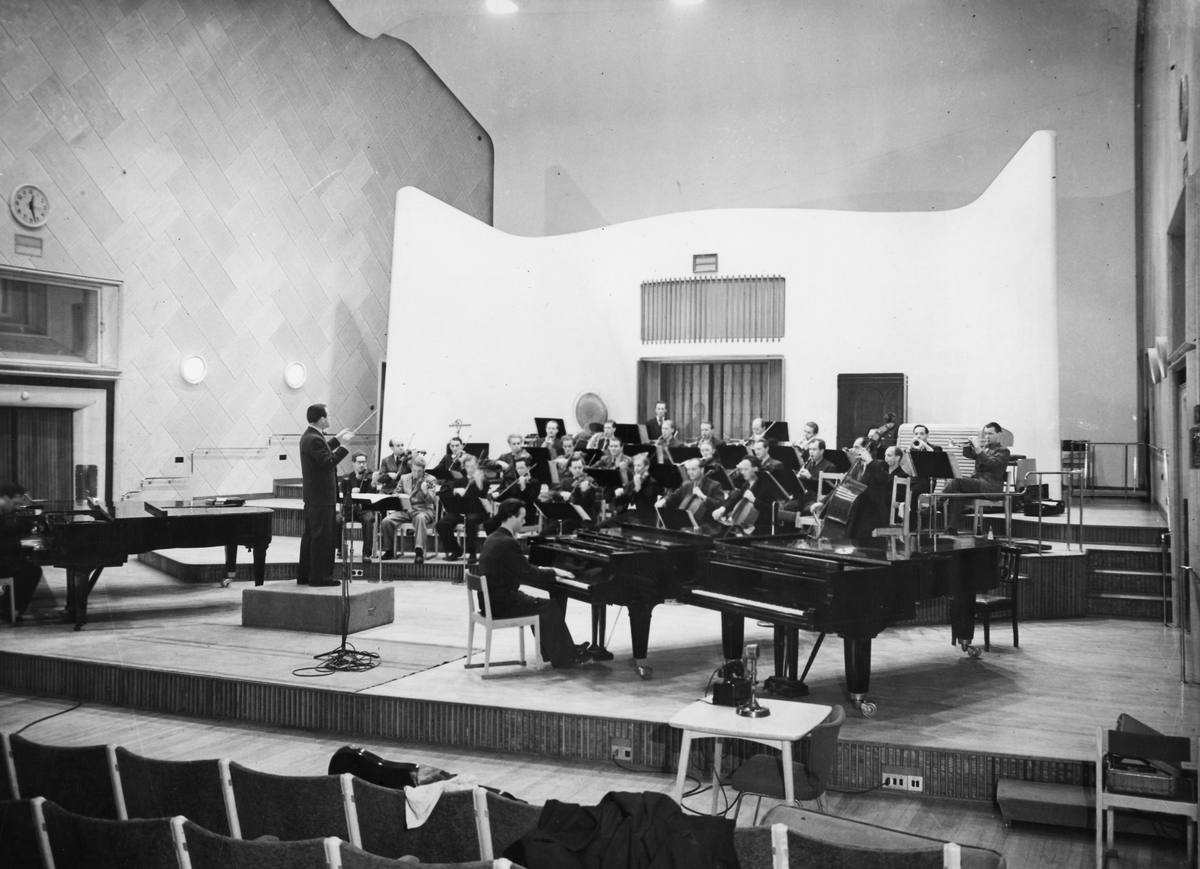
L'Orchestra Radiofonica in studio - Museo di Oslo (1960)

L'Orchestra Radiofonica Norvegese (Norvegese: Kringkastingsorkestret, abbreviato in KORK) è un'orchestra radiofonica norvegese affiliata alla Società di Radiodiffusione norvegese (Norsk rikskringkasting AS o NRK). La sua sede principale è lo Store Studio presso la sede della NRK a Oslo.

## Storia
La KORK fu fondata nel 1946 con ventiquattro musicisti nell'orchestra, da gruppi precedentemente guidati da Øivind Bergh e Gunnar Knudsen. Øivind Bergh fu il primo direttore principale dal 1946 al 1976. L'orchestra inizialmente si assicurò la reputazione di spettacoli di musica per l'intrattenimento e classici leggeri. Sverre Bruland, secondo direttore principale della KORK dal 1976 al 1988, diede il via all'impegno dell'orchestra nel presentare la musica norvegese contemporanea.
Dalla stagione 2013-2014 il direttore principale dell'orchestra è Miguel Harth-Bedoya. L'amministratore delegato dell'orchestra è Rolf Lennart Stensø. A partire dal 2018 la KORK è composta da cinquantanove musicisti.
La KORK ha registrato commercialmente per etichette tra cui Pro Musica, Bridge Records e Finlandia. Oltre ai concerti ed alle registrazioni, l'orchestra si esibisce ogni anno al Concerto per il Premio Nobel per la pace. La KORK ha anche lavorato in aree di musica popolare, come nel sostegno all'Eurovision Song Contest in Norvegia nel 1986 e nel 1996, nonché in varie attività nel rock e nel jazz.

## Direttori principali
- Øivind Bergh (1946–1976)
- Sverre Bruland (1976–1988)
- Avi Ostrowsky (1989–1992)
- Ari Rasilainen (1994–2002)
- Rolf Gupta (2003–2006)
- Thomas Søndergård (2009–2012)
- Miguel Harth-Bedoya (2013–2020)
- Petr Popelka (2020-2023)